# Okija

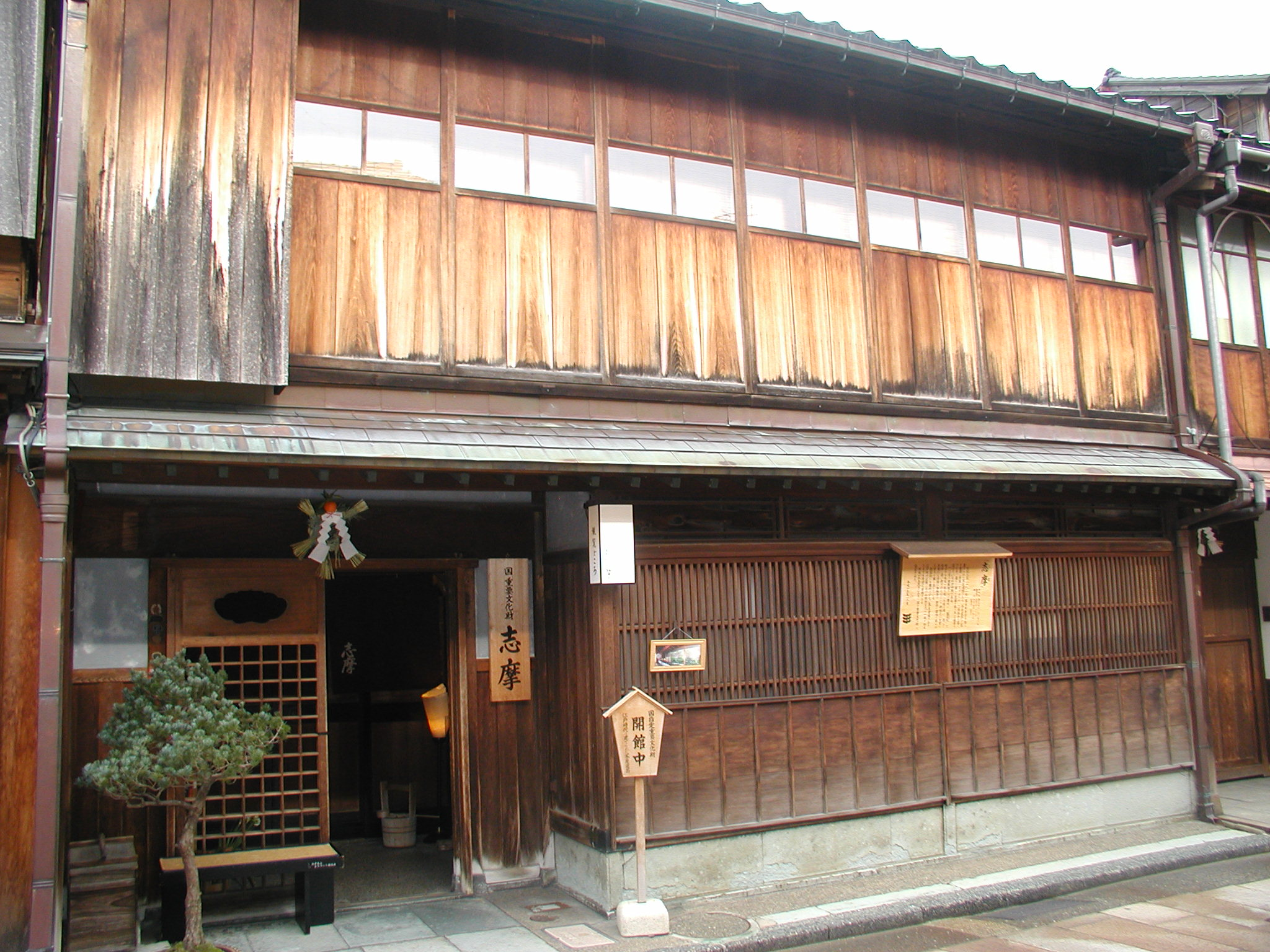
Kanazavai okija

Az Okija (置屋 vagy おきや) más néven gésaház az a hely, ahol egy gésa vagy maikó (舞妓 vagy まいこ, magyarul tanuló gésa) él a nenkije (ねんき vagy 年季) alatt.  Vagyis az okijával kötött szerződése lejártáig, avagy amíg a karrierje tart gésaként. Az okiják az ocsajákkal (お茶や vagy おちゃや, magyarul teaház) együtt a hanamacsikban találhatóak meg, melyek a kurtizánok és gésák körzetei. A gésák az akár több évtizedig tartó karrierjük alatt, általában egyáltalán nem hagyják el az adott hanamacsi területét, az életük minden mozzanatának színtere aktív gésaként eltöltött éveik során.

## Az okija működése

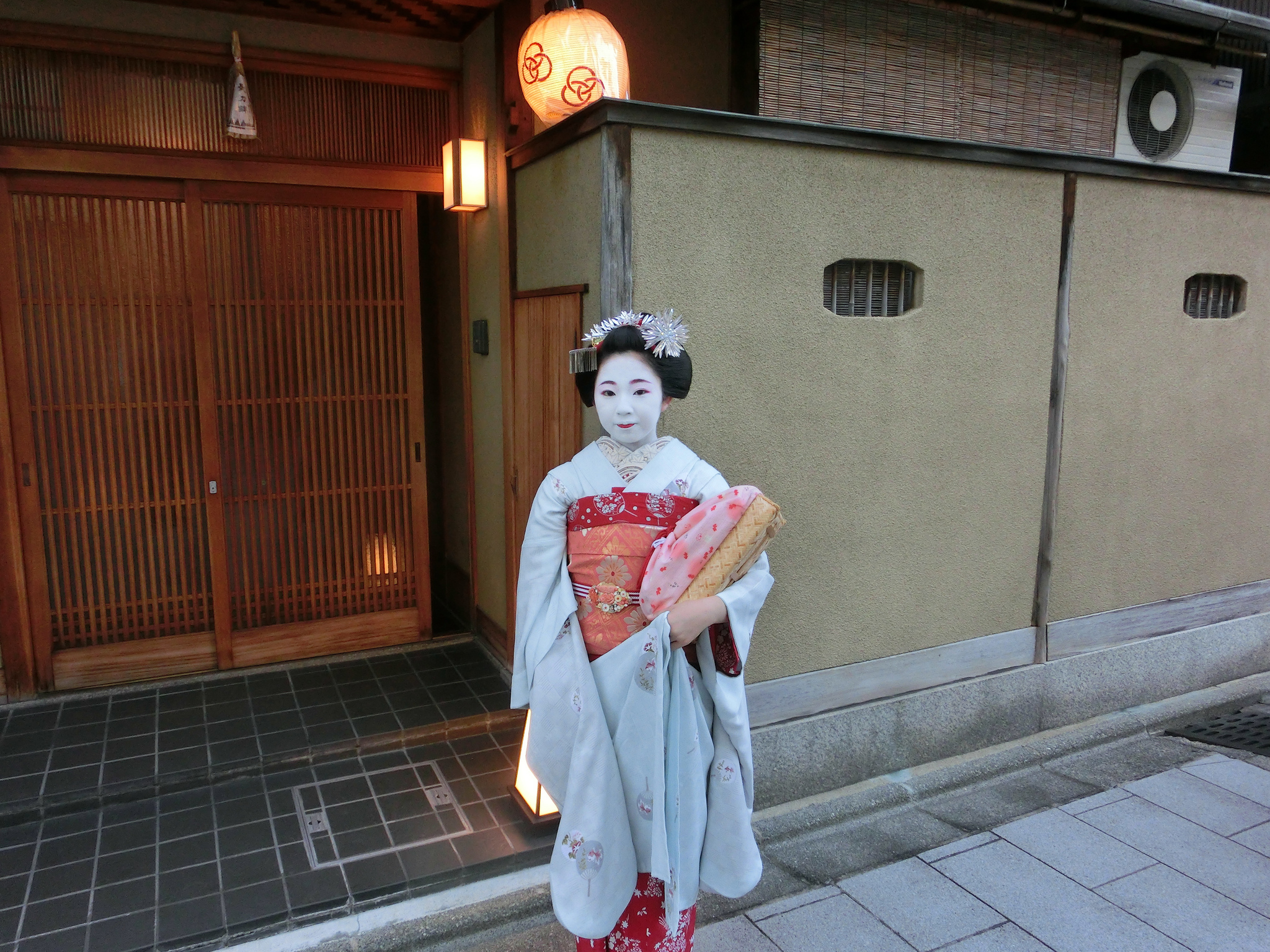
Egy maikó az okija mellett

A gésává válás első lépése, hogy a fiatal lányt befogadják egy okijába. A bejutás nehézsége persze egyénenként változó lehet a jelentkezőt az adott gésaházhoz kötő kapcsolataitól függően. Az okija tulajdonosa és vezetője egy személyben az a nő, aki a gésák tanulmányait, kimonóját, sminkjét finanszírozza, és mindent, ami szükséges a lányok gésává válásához, vagy a már befutott gésák karrierjének fenntartásához. Ez a személy gyakran egy idősebb nő, aki általában maga is gésa volt. Őt a ház lakói oka-szan (お母さん vagy おかあさん, japánul „anya” udvarias stílusban) megszólítással illetik. Az okija hatalmas szerepet játszik a tanítványok fejlődésében és későbbi életük során is gésaként. A ház lakói nem csupán lakótársak, hanem jóformán családdá válnak, és az okija feje gondoskodik a karrierjük építéséről a karjúkaiban (花柳界 vagy かりゅうかい, azaz gésatársadalom).
A házban lakó maikókat vagy gésákat akár már az okijába költözésükkor adoptálhatja az oka-szan, ezzel nem csak a lányává (muszume, azaz むすめ vagy 娘) fogadva, hanem az atotorijává (跡取り vagy あととり, vagyis örökösnő) is, ezzel ráhagyományozva az okiját. Az atotori az okija állandó lakójává válik, és a ház fedezi minden adósságát, bevétele pedig automatikusan a háztartás és annak dolgozóinak pénzügyi alaptőkéjéhez adódik. Ebből fizetik a cselédeket, a maikók és a gésák ruházkodását, kiegészítőit és a ház minden egyéb kiadását is.

## A gésák feladatai

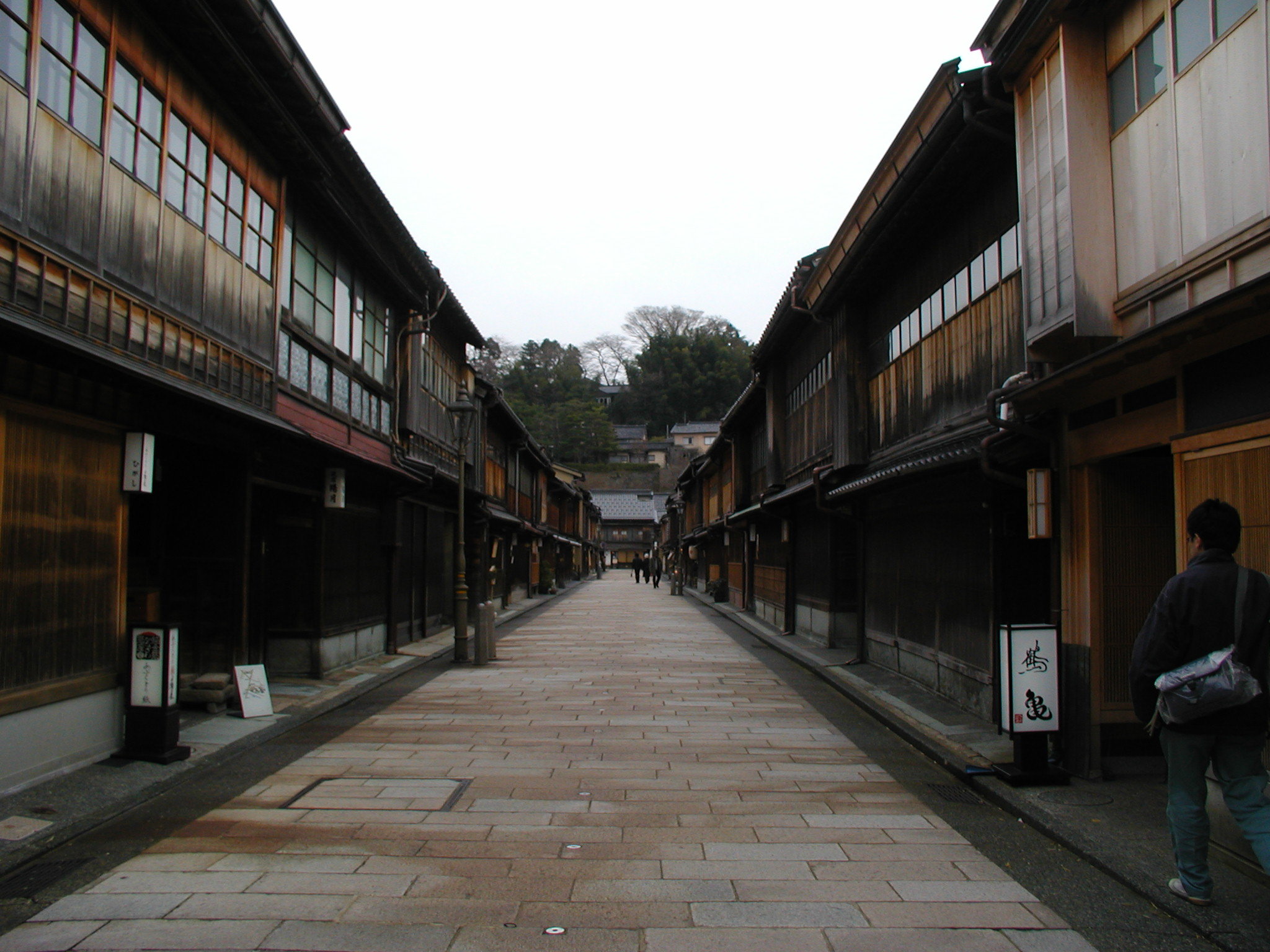
Okiják Kanazava területén

A maikók és a gésák (vagy „geikók” a kiotói nyelvjárás szerint) együtt élnek az okijában. A maikók idősebb nővéreiktől (más gésáktól) tanulnak, a gésák pedig az ocsajákban megrendezett összejövetelekre látogatnak, hogy tradicionális táncukkal, énekükkel avagy kotojátékukkal szórakoztassák a vendégeket. Ezeken a rendezvényeken általában ételt és alkoholt is szolgálnak fel, de ez nem törvényszerű.

## Az okija lakói
Az okija lakói nem csak a maikók és az aktív gésák lehetnek, hanem a cselédek és a visszavonult gésák is ott élnek, őket is támogatják. Az ezt fedező alaptőkét természetesen nem csak az atotori bevétele adja, hanem a többi gésa is köteles bevételének egy bizonyos százalékát beszolgáltatni ebbe a pénzügyi alapba.  Egy okleveles okijában nem feltétlenül élnek dolgozó gésák, ugyanakkor egy gésaházban több aktív gésa és maikó is lakhat. Egy gésa a nenkije lejártával, vagyis ha visszafizette minden tartozását az okijának, elköltözhet az okijából, hogy önálló életet kezdjen, ám akkor is kapcsolatban marad az okijával üzleti vagy személyes okokból.

## Élet a karjúkaiban

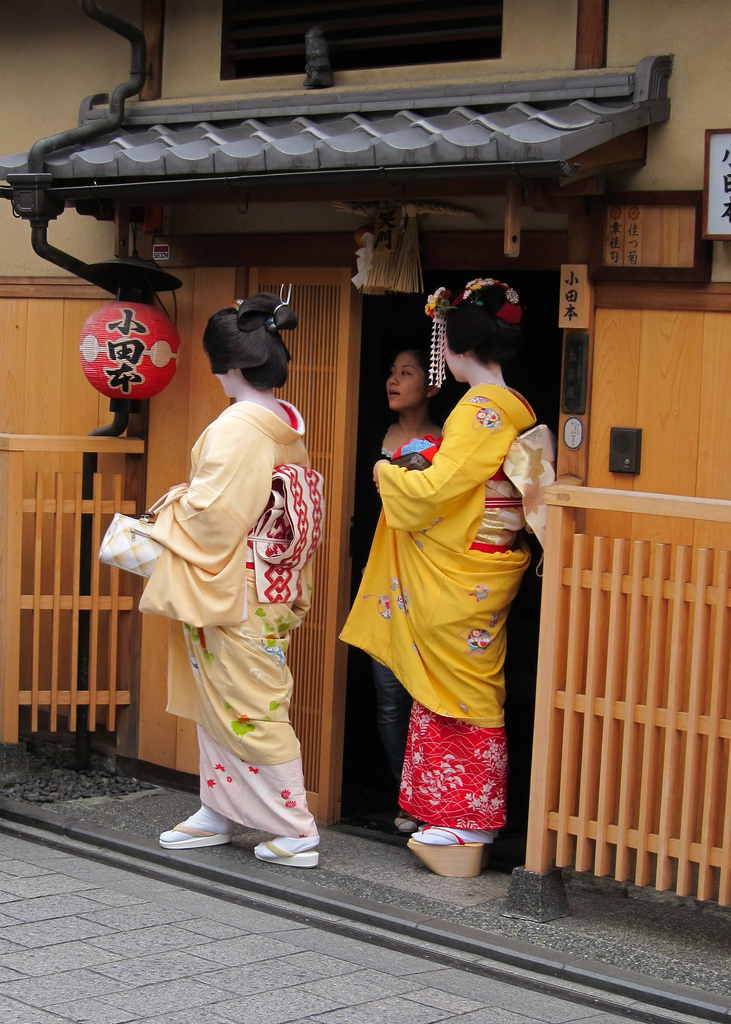
Modern okija Kiotóban

A karjúkaiban a lánygyermekek mindig értékesebbnek számítottak a fiúknál, hiszen ők viszik tovább a gésák hagyományát. Férfiaknak kifejezetten tilos az okijában tartózkodni, nemhogy ott lakni, ezért ha egy nőnek fiúgyermeke született, akkor el kellett költöznie az okijából, egy családtagra bízni, vagy örökbe adni a gyermeket.
A karjúkai egy olyan közösség, mely magas fokú együttműködést igényel a tagjaitól, hogy megfelelően működjön. Ez egy kifejezetten nőközpontú társadalom, ők tartják fent, hiszen ez a megélhetésük forrása. A maikóknak is nők tanítják meg a gésává váláshoz szükséges összes praktikát, ők vezetik be a kezdő gésákat a társaságba, és a teaházakat is kizárólag nők vezetik. Az ocsaják nagyon fontos szerepet töltenek be egy gésa életében, hiszen voltaképpen ott dolgoznak. Ha egy gésa megsérti azt a nőt, aki az adott teaházat vezeti, az derékba törheti karrierjét, és így az adott gésa véglegesen is elveszítheti megélhetésének forrását. Azonban sokakat mentett meg ez a világ a prostitúciótól, hiszen a gésák mindig sokkal magasabb társadalmi szinten álltak az egyszerű kurtizánoknál és a bevételük is jóval magasabb volt. Habár számos férfiügyfelük van, női pártfogóik vannak, akik gondoskodnak róluk. Elég idejétmúlt gondolat, hogy a gésák kizárólag férfiakat szórakoztatnak, és gyakran tévesen prostituáltaknak titulálják őket. A karjúkai sokáig egy virágzó közösség volt, ám az utóbbi időben hanyatlóban van. Kiotó az egyetlen hely, ahol ma is tradicionális, szigorú gésaképzés folyik, és fenntartják a geikók hagyományát.

## Az épület struktúrája

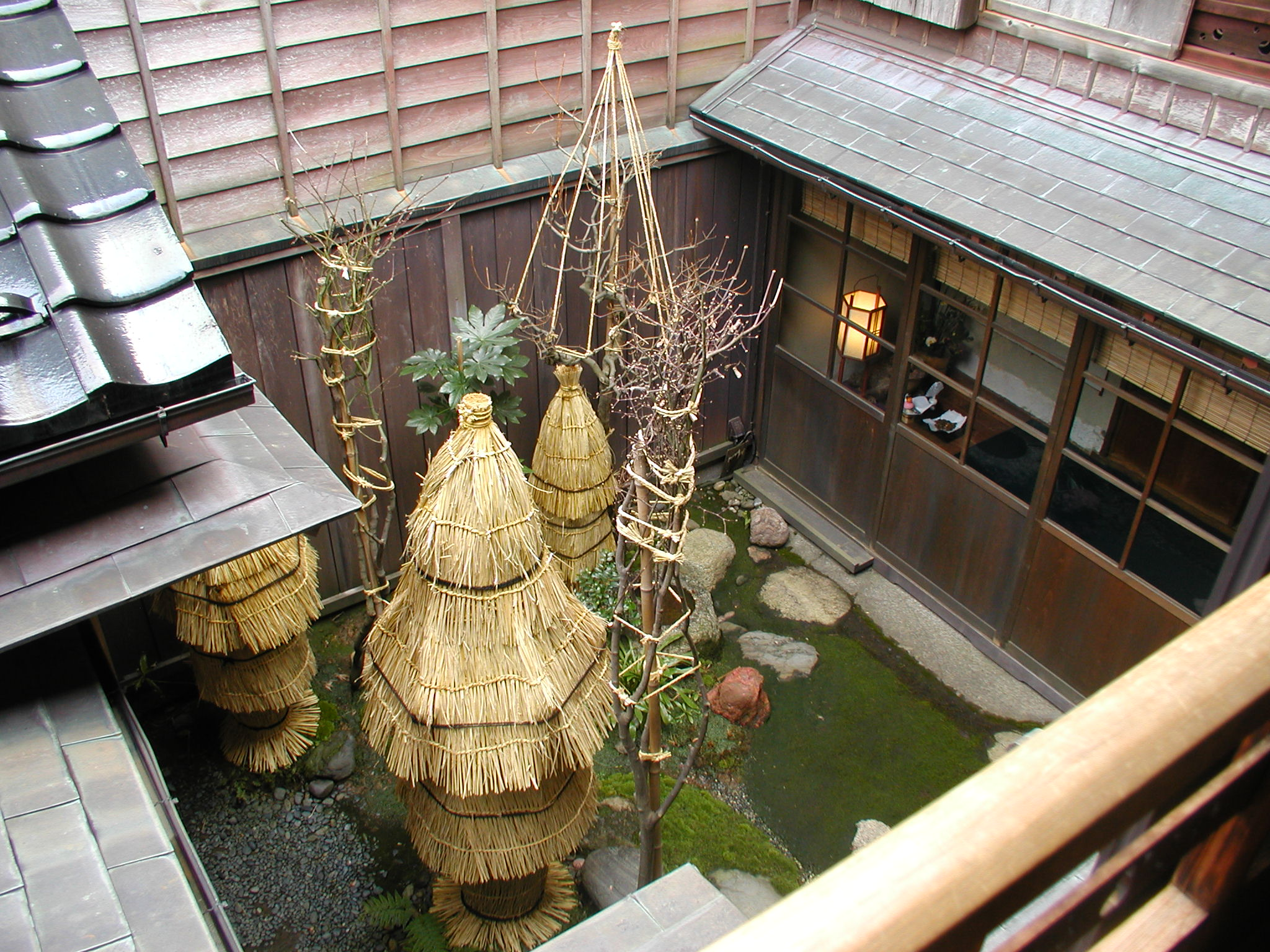
Az okija kertje

Az okiják mindig a hagyományos japán faházak stílusában épültek. A hanamacsikban az okiják meglehetősen koncentráltan helyezkednek el, így kívülről elég zsúfoltnak tűnhetnek. A különleges, gyakran kör alakú kialakítás azonban hatékony helykihasználást tesz lehetővé. Ez egy tipikus jelenség a japán városok szerkezetében. Az épület általában a kert köré centralizálódik. Ez más épületekre is igaz természetesen, ám ezen épületek esetén kifejezetten gyakori ez az elrendezés.
Az okijákban is, mint minden hagyományos japán házban, eltolható térelválasztó falak, tolóajtók, valamint papírparavánok (bjóbu,fuszuma, szódzsi) találhatóak. Az okijákban több helyiség található. Általában egy konyhát, fürdőszobát vagy egy külső fürdőt, nappalit, étkezőt, hálószobát vagy hálószobákat, öltözőt és a kimonók tárolására szolgáló egy vagy akár több szobát is tartalmaz. Régi japán szokás szerint a központi fűtés ritka az épületekben, helyettük általában kotacuk (こたつ vagy 炬燵, azaz fűthető asztal) találhatóak meg itt alternatívaként.
Az okiják bejárata azonban jelentősen eltér egy hagyományos japán házétól. A genkan (げんかん vagy 玄関) itt nem csupán egyszerű előszoba szerepét tölti be. Az okiják esetében itt padok, cipős polcok és szekrények is el vannak helyezve a látogatók részére. A kőpadlós kis előtérben ugyanis a japán szokásokhoz híven le kell venniük a cipőiket a belépőknek, a látogatók számára biztosított papucsra cserélni azt. Csak ezután léphetnek fel egy lépcsőfokon keresztül a parkettás részre, mely elvezet a tatamival borított szobákhoz. 
Általában kétemeletesek ezek az épületek. Az felső szinten találhatóak a hálószobák, alul pedig a nappali. Ezen kívül gyakran előfordulnak az okijákban tetőteraszok is, ám ezek kevésbé alkalmasak pihenésre vagy ücsörgésre. Ezeket inkább különböző tárgyak raktározására és a mosott ruhák szárítására használták.
Ma is a hagyományos mintát követi az okiják épületszerkezete, ám apró változtatásokkal kiegészítve. Ma már modern konyhával vannak felszerelve, és általában az internetet is bevezetik a házakba.

## Fordítás
- Ez a szócikk részben vagy egészben  az   Okiya című angol Wikipédia-szócikk fordításán alapul.  Az eredeti cikk szerkesztőit annak laptörténete sorolja fel. Ez a jelzés csupán a megfogalmazás eredetét és a szerzői jogokat jelzi, nem szolgál a cikkben szereplő információk forrásmegjelöléseként.
- Ez a szócikk részben vagy egészben  az   Okiya című német Wikipédia-szócikk fordításán alapul.  Az eredeti cikk szerkesztőit annak laptörténete sorolja fel. Ez a jelzés csupán a megfogalmazás eredetét és a szerzői jogokat jelzi, nem szolgál a cikkben szereplő információk forrásmegjelöléseként.